# Les cinquanta-tres estacions de Tōkaidō

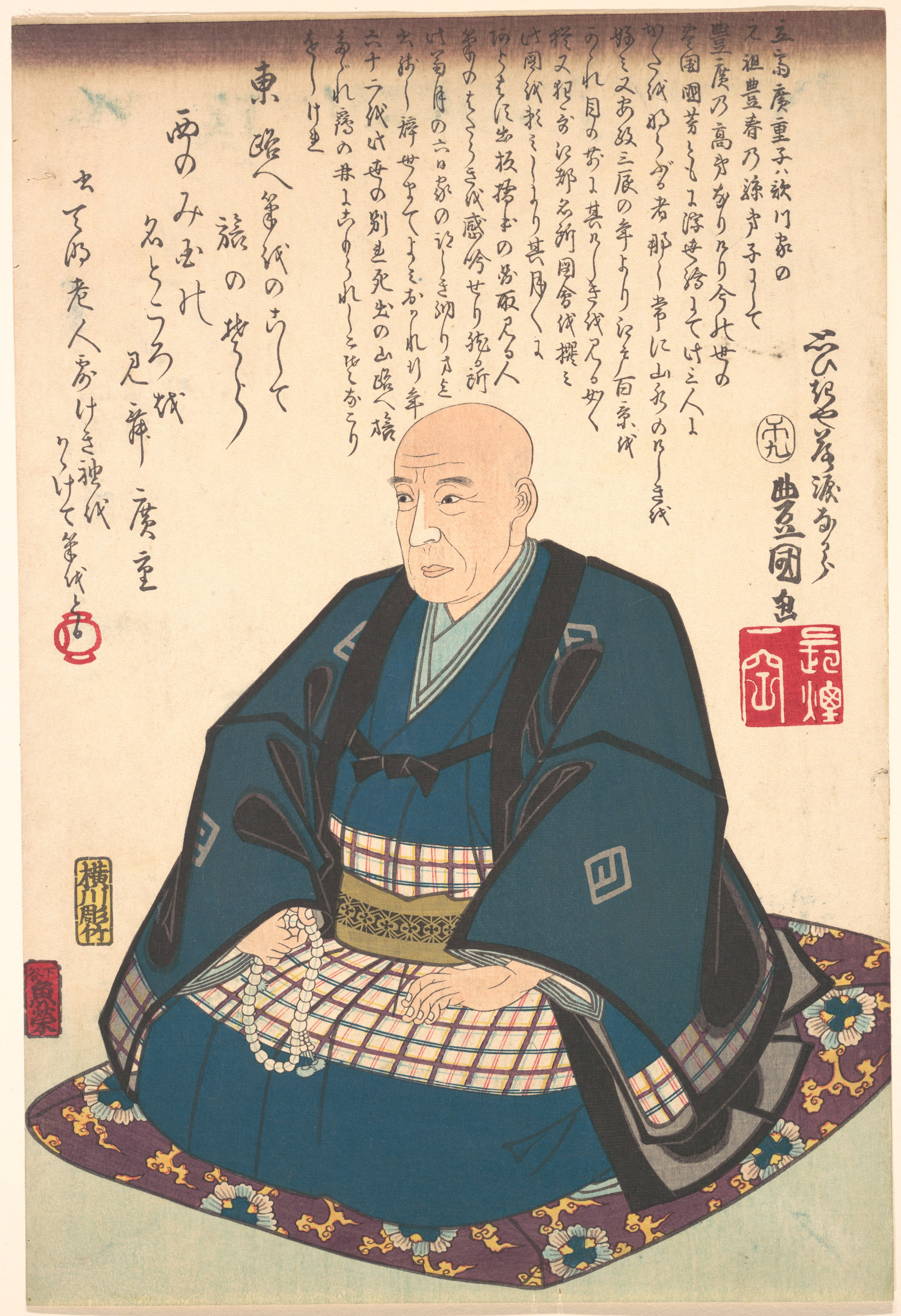
Retrat d'Hiroshige, amb el seu cap afaitat, a l'edat de cinquanta anys, per Kunisada.

Les Cinquanta-tres estacions de Tōkaidō (東海道五十三次, Tōkaidō Gojūsan-tsugi) (o Cinquanta-tres vistes de la ruta de Tōkaidō) són una sèrie de gravats ukiyo-e creats per Utagawa Hiroshige després del seu primer viatge al llarg de la carretera de Tōkaidō el 1832. Aquesta carretera, que connectava la capital del shōgun (Edo) amb la capital imperial (Kyōto) constituïa una de les principals artèries de l'antic Japó. L'edició més coneguda de les postals és l'edició Hōeidō, però n'hi ha d'altres.
Són les estampes japoneses ukiyo-e més venudes. Ve just després de la sèrie Trenta-sis vistes del Mont Fuji de Katsushika Hokusai, obra que va establir aquesta nova temàtica principal de l'ukiyo-e, els gravats paisatgístics, o fūkei-ga, amb un enfocament especial en les "vistes famoses" (Meisho). Aquests gravats de paisatges van aprofitar al màxim les noves possibilitats ofertes per la representació occidental de la perspectiva, que per llavors els artistes japonesos ja havien assimilat bastant. Les sèries d'Hiroshige van tenir molt d'èxit no només al Japó, sinó també en els països occidentals.

## Context històric

### La carretera de Tōkaidō

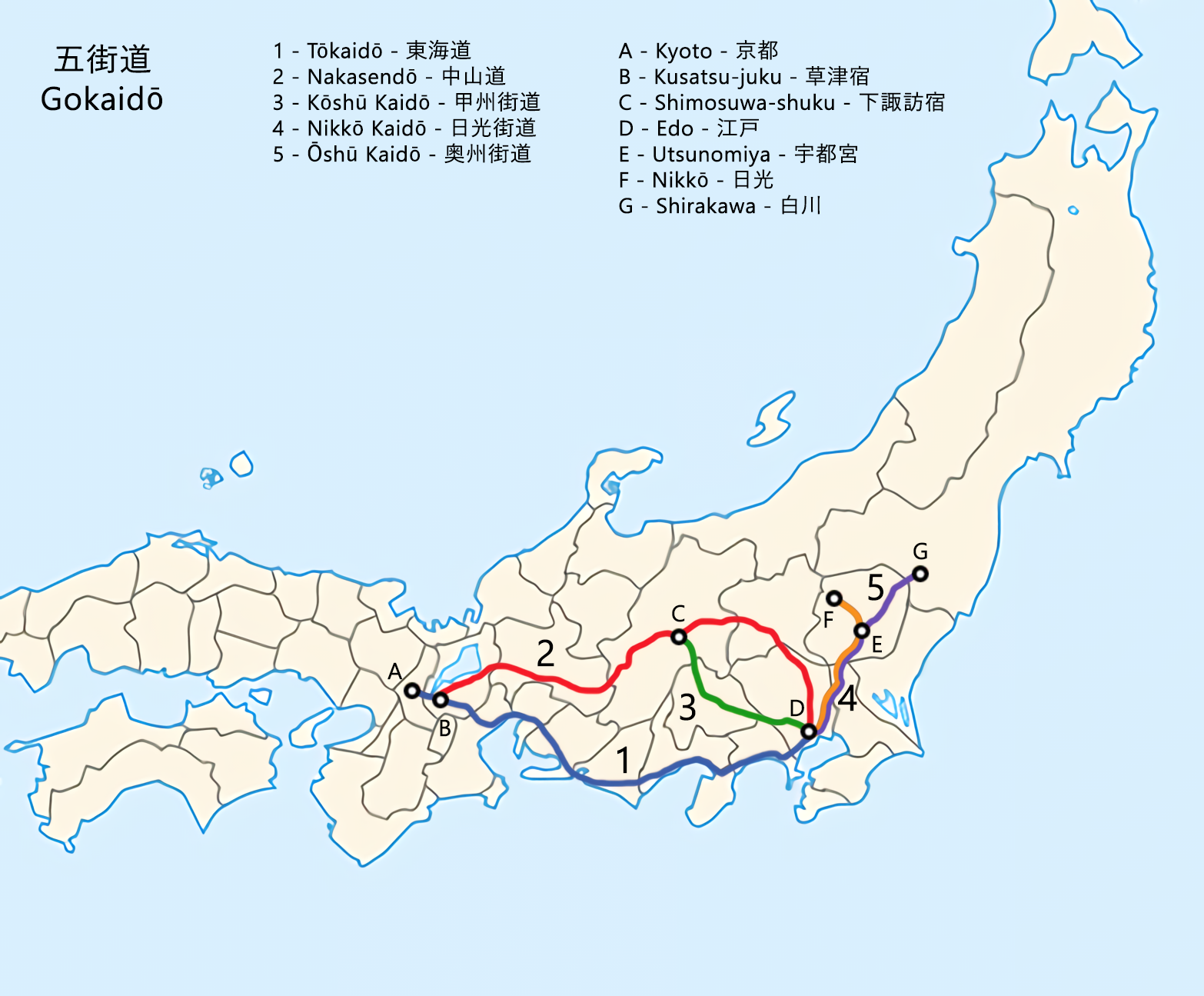
Les cinc rutes del shogunat Tokugawa. Marcada amb una E la ruta de Tokaido.

La Tōkaidō va ser una de les cinc rutes construïdes sota Tokugawa Ieyasu, una sèrie de carreteres que connectaven la històrica capital d'Edo amb la resta del Japó. La Tōkaidō connectava Edo amb la llavors capital imperial, Kyoto. Constituïa la més important i millor coneguda de totes aquestes, transcorrent al llarg de la costa est de Honshū. Al llarg d'aquesta ruta existien 53 diferents llocs que proporcionaven estables, menjar, i allotjament per als viatgers.

### Hiroshige i la Tokaido
En 1832, Hiroshige va viatjar al llarg de la Tōkaidō des d'Edo a Kyoto, com a part d'una delegació oficial que transportava cavalls que havien de ser presentats a la Cort Imperial. Els cavalls constituïen en si un regal simbòlic del Shogun, presentat anualment en reconeixement de l'estatus diví del Emperador.
Els paisatges de la travessa van causar una profunda impressió en l'artista, i aquest va crear nombrosos esbossos en el transcurs del viatge, en tant que al seu retorn va tornar per la mateixa ruta. Després de la tornada, immediatament va començar a treballar en els seus primers gravats de Les Cinquanta-tres estacions de Tokaido. Eventualment, produiria 55 gravats en tota la sèrie: una per cada estació, més una peça pel punt de partida i una altra pel final. Els primers gravats de la sèrie van ser publicats conjuntament per les cases especialitzades de Hōeidō i Senkakudō, amb l'arranjament de tots els gravats següents. Els gravats en fusta d'aquest estil normalment eren venuts pel preu d'entre 12 i 16 monedes de coure cada un, aproximadament el mateix que un parell de sandàlies de palla o un plat de sopa. L'enorme èxit de Les Cinquanta-tres estacions de Tokaido va situar a Hiroshige com un dels més prominents i reeixits gravadors de l'Era Tokugawa.
Hiroshige va continuar els seus treballs amb la sèrie Les seixanta-nou estacions de Kiso Kaidō, en cooperació amb Keisai Eisen, documentant cadascuna de les estacions de la Nakasendō (a la qual es refereix amb el nom alternatiu de Kiso Kaidō).

## Les Cinquanta-tres estacions de la Tōkaidō(edició Hōeidō)
A més de les cinquanta-tres estacions de Tokaido, la sèrie inclou una primera impressió de la sortida, Nihonbashi (el pont del Japó), i l'última impressió, Keishi (Kyoto), la capital imperial.
| №  | Gravat imprès | Núm. d'estació i nom català                    | Japonès          | Transcripció                          |
| -- | ------------- | ---------------------------------------------- | ---------------- | ------------------------------------- |
| 1  |               | Abandonant Edo: Nihonbashi, "el pont del Japó" | 日本橋           | Nihonbashi                            |
| 2  |               | 1.ª estació: Shinagawa.                        | 品川             | Shinagawa                             |
| 3  |               | 2.ª estació: Kawasaki                          | 川崎             | Kawasaki                              |
| 4  |               | 3.ª estació: Kanagawa                          | 神奈川           | Kanagawa                              |
| 5  |               | 4.ª estació: Hodogaya                          | 程ヶ谷, 保土ヶ谷 | Hodogaya                              |
| 6  |               | 5.ª estació: Totsuka                           | 戸塚             | Totsuka                               |
| 7  |               | 6.ª estació: Fujisawa                          | 藤沢             | Fujisawa                              |
| 8  |               | 7.ª estació: Hiratsuka                         | 平塚             | Hiratsuka                             |
| 9  |               | 8.ª estación: Oiso                             | 大磯             | Oiso                                  |
| 10 |               | 9.ª estació: Odawara                           | 小田原           | Odawara                               |
| 11 |               | 10.ª estació: Hakone                           | 箱根             | Hakone                                |
| 12 |               | 11.ª estació: Mishima                          | 三島             | Mishima                               |
| 13 |               | 12.ª estació: Numazu                           | 沼津             | Numazu                                |
| 14 |               | 13.ª estació: Hara                             | 原               | Hara                                  |
| 15 |               | 14.ª estació: Yoshiwara                        | 吉原             | Yoshiwara                             |
| 16 |               | 15.ª estació: Kambara                          | 蒲原             | Kanbara                               |
| 17 |               | 16.ª estació: Yui                              | 由井, 由比       | Yui                                   |
| 18 |               | 17.ª estació: Okitsu                           | 興津             | Okitsu                                |
| 19 |               | 18.ª estació: Ejiri                            | 江尻             | Ejiri                                 |
| 20 |               | 19.ª estació: Fuchū                            | 府中, 駿府       | Fuchū                                 |
| 21 |               | 20.ª estació: Mariko                           | 鞠子, 丸子       | Mariko                                |
| 22 |               | 21.ª estació: Okabe                            | 岡部             | Okabe                                 |
| 23 |               | 22.ª estació: Fujieda                          | 藤枝             | Fujieda                               |
| 24 |               | 23.ª estació: Shimada                          | 島田             | Shimada                               |
| 25 |               | 24.ª estació: Kanaya                           | 金屋, 金谷       | Kanaya                                |
| 26 |               | 25.ª estació: Nissaka                          | 日坂             | Nissaka                               |
| 27 |               | 26.ª estació: Kagegawa                         | 掛川             | Kagegawa                              |
| 28 |               | 27.ª estació: Fukuroi                          | 袋井             | Fukuroi                               |
| 29 |               | 28.ª estació: Mitsuke                          | 見附             | Mitsuke                               |
| 30 |               | 29.ª estació: Hamamatsu                        | 浜松             | Hamamatsu                             |
| 31 |               | 30.ª estació: Maisaka                          | 舞阪             | Maisaka                               |
| 32 |               | 31.ª estació: Arai                             | 荒井, 新居       | Arai                                  |
| 33 |               | 32.ª estació: Shirasuka                        | 白須賀           | Shirasuka                             |
| 34 |               | 33.ª estació: Futagawa                         | 二川             | Futagawa                              |
| 35 |               | 34.ª estació: Yoshida                          | 吉田             | Yoshida                               |
| 36 |               | 35.ª estació: Goyu                             | 御油             | Goyu                                  |
| 37 |               | 36.ª estació: Akasaka                          | 赤坂             | Akasaka                               |
| 38 |               | 37.ª estació: Fujikawa                         | 藤川             | Fujikawa                              |
| 39 |               | 38.ª estació: Okazaki                          | 岡崎             | Okazaki                               |
| 40 |               | 39.ª estació: Chiryu                           | 地鯉鮒, 知立     | Chiryu                                |
| 41 |               | 40.ª estació: Narumi                           | 鳴海             | Narumi                                |
| 42 |               | 41.ª estació: Miya                             | 宮               | Miya                                  |
| 43 |               | 42.ª estació: Kuwana                           | 桑名             | Kuwana                                |
| 44 |               | 43.ª estació: Yokkaichi                        | 四日市           | Yokkaichi                             |
| 45 |               | 44.ª estació: Ishiyakushi                      | 石薬師           | Ishiyakushi                           |
| 46 |               | 45.ª estació: Shōno                            | 庄野             | Shōno                                 |
| 47 |               | 46.ª estació: Kameyama                         | 亀山             | Kameyama                              |
| 48 |               | 47.ª estació: Seki                             | 関               | Seki                                  |
| 49 |               | 48.ª estació: Sakanoshita                      | 坂ノ下           | Sakanoshita                           |
| 50 |               | 49.ª estació: Tsuchiyama                       | 土山             | Tsuchiyama                            |
| 51 |               | 50.ª estació: Minakuchi                        | 水口             | Minakuchi                             |
| 52 |               | 51.ª estació: Ishibe                           | 石部             | Ishibe                                |
| 53 |               | 52.ª estació: Kusatsu                          | 草津             | Kusatsu                               |
| 54 |               | 53.ª estació: Otsu                             | 大津             | Otsu                                  |
| 55 |               | El final de la Tōkaidō: Arribada a Kioto.      | 京師             | Sanjō Ōhashi en Keishi ("La capital") |

## Impacte a Occident
Durant la seva estada a París, Vincent Van Gogh va ser un àvid col·leccionista d'ukiyo-e, i va comprar juntament amb el seu germà una col·lecció de nombrosos gravats a la galeria S. Bing. Aquesta col·lecció incloïa treballs de Les Cinquanta-tres estacions de Tokaido, i a partir d'aquesta Van Gogh va incorporar elements estilístics de la seva col·lecció al seu propi treball, com ara colors brillants, detalls naturals i perspectives alternatives. En la seva correspondència personal va arribar a manifestar: "...tots els meus treballs estan fonamentats en l'art japonès…", i va descriure als impressionistes com "els japonesos de França".
L'arquitecte nord-americà Frank Lloyd Wright era un entusiasta col·leccionista de gravats d'Hiroshige, incloent aquells pertanyents a la sèrie de Les Cinquanta-tres estacions de Tokaido. El 1906 es va quedar amb la primera retrospectiva de l'obra d'Hiroshige a l'Art Institute of Chicago, descrivint-aquesta en el catàleg de l'exposició com una de "les més valuoses contribucions mai fetes al món de l'art". Dos anys més tard, va aportar peces de la seva pròpia col·lecció per a una altra exhibició d'ukiyo-e en l'Art Institute. Wright fins i tot va dissenyar l'espai de la galeria on seria l'exposició, que en aquell moment era l'exhibició oriental més gran del seu temps. Apreciant els gravats tant a nivell professional com per la seva estètica, en va extreure algunes idees sobre la naturalesa del disseny d'estructures.